# Gerli Padar

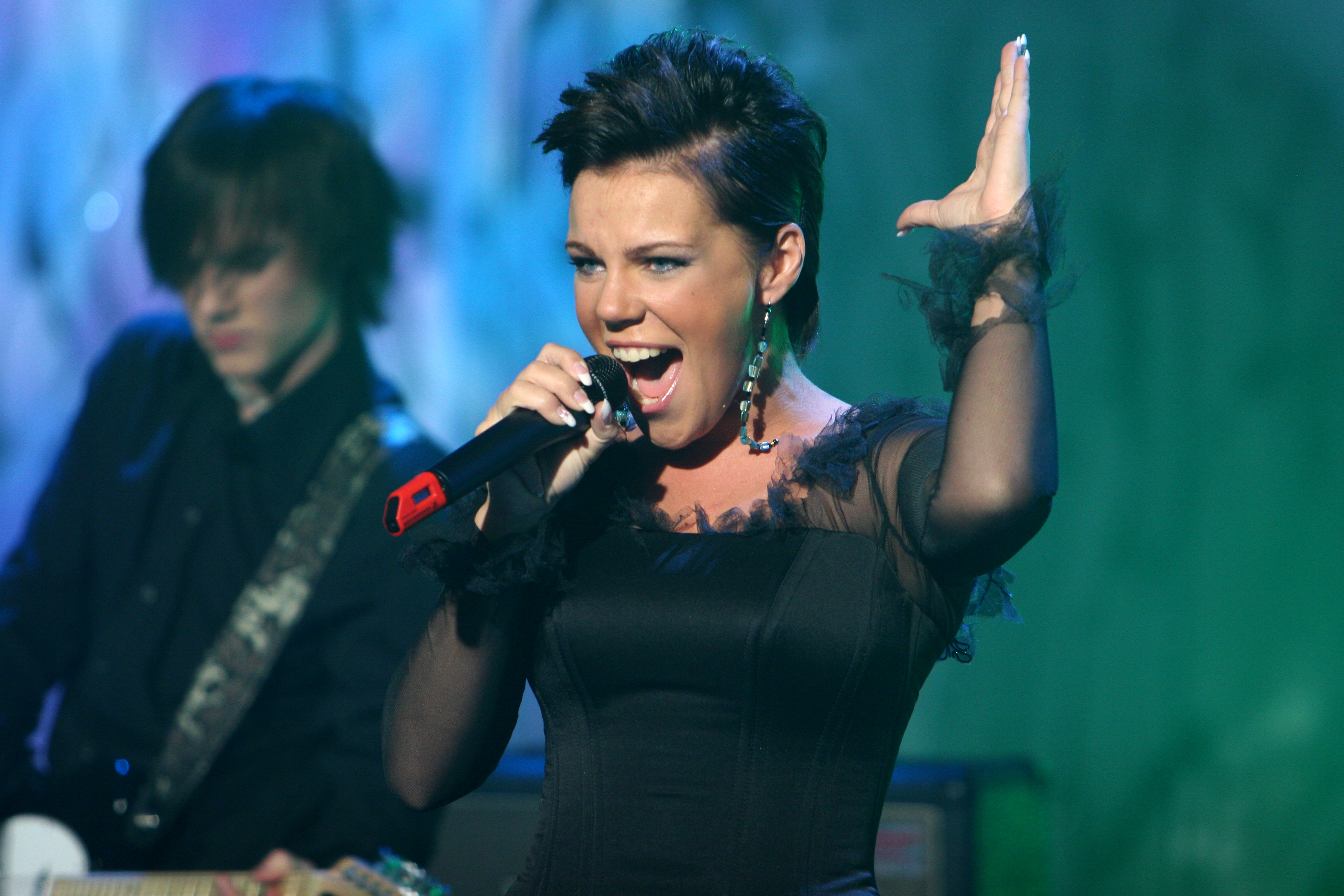
Gerli Padar (2007)

Gerli Padar (* 6. November 1979 in Haljala, Estnische SSR) ist eine estnische Sängerin. Sie vertrat Estland beim Eurovision Song Contest 2007, schied aber bereits im Semi-Finale aus.

## Frühe Jahre
Gerli Padar wurde in eine angesehene estnische Musikerfamilie geboren. Bereits 1994 gewann sie die Kindermusiksendung Laulukarussell des estnischen Fernsehens. 1995 und 1997 nahm sie am bedeutendsten estnischen Nachwuchswettbewerb Kaks takti ette teil. 1998 studierte sie Jazzmusik und -gesang im schwedischen Gävle.

## Musikalische Karriere
Gerli Padar ist heute eine der bekanntesten Sängerinnen Estlands. Ihr Repertoire reicht von Jazz über Metal und Rock bis zum Funk. Daneben tritt sie als Musical-Sängerin auf, unter anderem in Cabaret und Chess. 2007 war sie in Tantsud tähtedega, der estnischen Ausgabe der Tanzshow Let’s Dance, zu sehen.

## Eurovision Song Contest

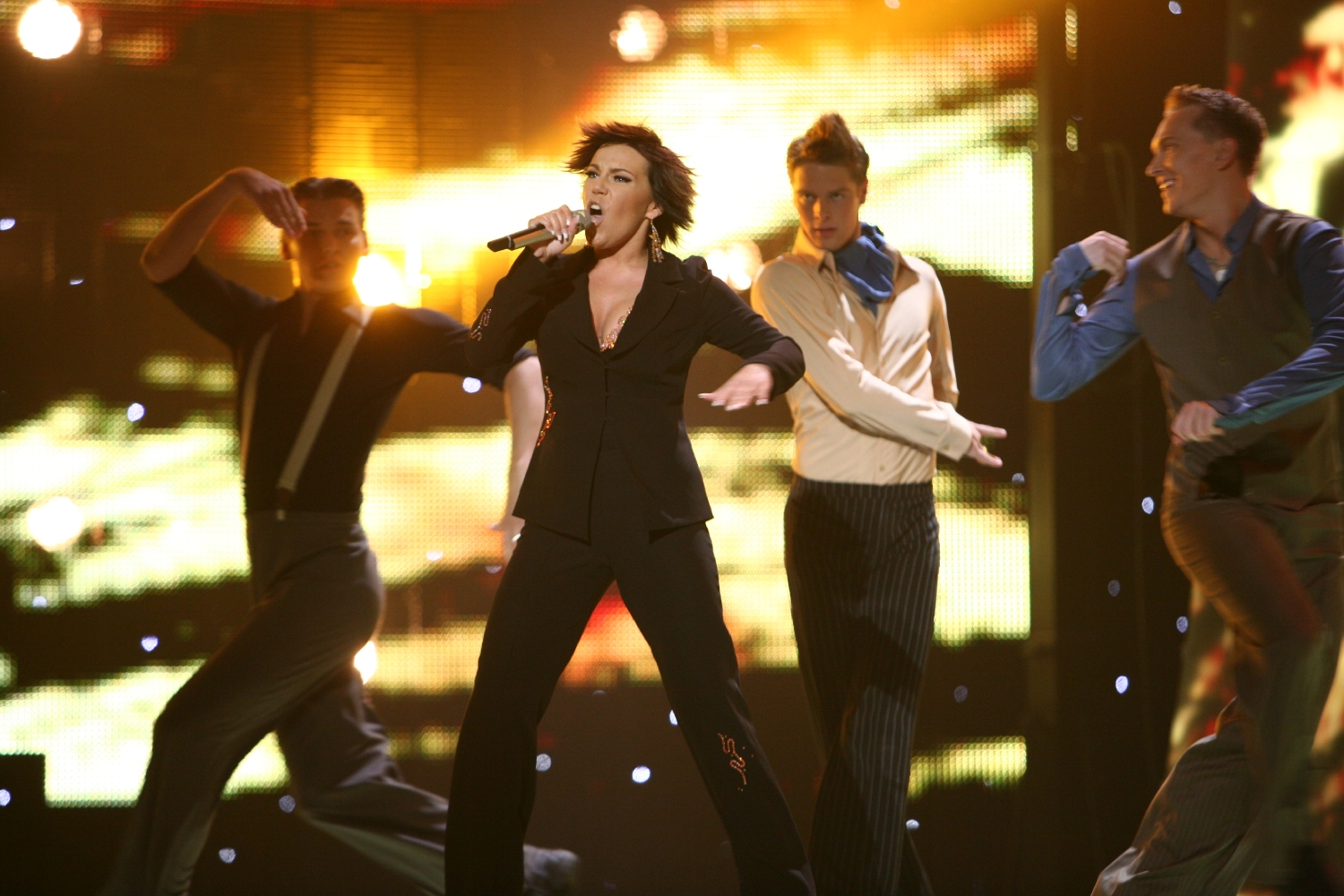
Gerli Padar im Halbfinale des Eurovision Song Contest 2007

1999 trat Gerli Padar erstmals in der nationalen estnischen Vorausscheidung zum Eurovision Song Contest auf und belegte mit dem Lied Aeg kord täidab soovid den letzten Platz. Bei der estnischen Vorausscheidung 2002 erreichte sie mit dem Lied Need a Little Nothing den dritten Platz.
Im Sommer 2005 gründete Gerli Padar die estnische Band Glive. Im selben Jahr erschien ihre Single Mental Abuse. 2006 moderierte sie mit Marko Reikop den estnischen Vorentscheid.
Mit der Band Glive gewann sie 2007 die estnische Vorentscheidung zum Eurovision Song Contest 2007 in Helsinki. Dort sang sie das Lied Partners in Crime von Berit Veiber und Hendrik Sal-Saller, schied jedoch im Halbfinale aus, wo sie einen 22. Platz belegte.

## Privatleben
Gerli Padar ist die ältere Schwester des estnischen Rocksängers Tanel Padar, der 2001 für Estland den Eurovision Song Contest gewann. Gerli Padar hat aus einer 2006 geschiedenen Ehe eine Tochter (geboren 2004).